# نادرآباد (مانه و سملقان)
نادرآباد روستایی در دهستان حومه بخش مرکزی شهرستان مانه و سملقان استان خراسان شمالی ایران است.

## جمعیت
بر پایه سرشماری عمومی نفوس و مسکن در سال ۱۳۹۵ جمعیت این مکان ۶۸۲ نفر (۲۰۶خانوار) بوده‌است.